# Primera batalla de Zrínyiújvár
La ahora conocida como primera batalla de Zrínyiújvár se libró el 13 de agosto de 1663 como parte de la Guerra austro-turca, entre el reino de Croacia, con el apoyo del reino de Hungría, bajo el mando de Miklós Zrínyi y el Imperio otomano. La batalla tuvo lugar cerca de Zrínyiújvár (Legrad) en la actual Croacia, y terminó con la victoria húngaro-croata